# MM-15
Le MM-15 est un missile antinavire français conçu par l’Aérospatiale dans les années 1980. 

## Caractéristiques
Le missile MM-15 est une version dérivée du missile antinavire AS 15 TT, lui-même successeur du missile AS 12.
De courte portée (environ 15 km), il mesure 2,3 m de long et 185 mm de diamètre, a une masse de 103 kg (dont 30 kg de charge explosive). Son temps de vol est de 60 secondes à une vitesse moyenne de Mach 0,9, donc subsonique.
Le MM-15 est un système d'armes léger tout temps pour la recherche et l'attaque des bâtiments de surface à partir de plateformes navales. Le système comprend l'installation de tir composée essentiellement du radar Agrion, pour la surveillance maritime et le guidage du missile. Le guidage du missile est entièrement automatique. La possibilité de coup au but est voisine de 1 à toutes distances même contre des buts de faibles dimensions, en présence de forte mer, de conditions atmosphériques défavorables, ou de brouillage électronique. Les caractéristiques du système permettent l'engagement de cibles en eaux resserrées et encombrées et l'engagement de petites cibles grâce à son piqué final.
La cible ayant été détectée et identifiée, le radar est mis en poursuite, et le missile mis à feu. Le bâtiment lanceur peut effectuer un virage de dégagement. Le guidage est alors entièrement automatique, et assuré par le radar dans le plan horizontal. Le missile suit une trajectoire rasante grâce à un radioaltimètre.

## Historique
La Marine royale saoudienne a annoncé avoir détruit plusieurs bâtiments irakiens avec des AS 15 TT, à partir d'hélicoptères Aérospatiale AS565 Panther AS 15, lors de l'opération « Tempête du désert » en janvier 1991. 

La version MM-15, qui a été essayée sur le patrouilleur Tourmaline du centre d'essais de la Méditerranée — 1er essai le 21 décembre 1993 —, n'a pas trouvé de client à l'export.